# Lachin Kang
Der Lachin Kang ist ein Gipfel im Himalaya im Distrikt North Sikkim in Indien.
Der Lachin Kang hat eine Höhe von 6358 m. Er liegt südlich des östlichen Himalaya-Hauptkamms im Norden von Sikkim. Nach Norden führt der Bergkamm zum 2,7 km entfernten Chomoyummo (6829 m). Nach Süden führt der Bergkamm zum niedrigeren 6212 m hohen Chumangkang. 